# كهف تاغلار
كهف تاجلار – هو كهف تعود عليه الإنسان في العصر الحجري; يقع الكهف في أذربيجان، في الجزء الجنوبي من قرية Èæíß ÊÇÌáÇÑ على الضفة اليسرى لنهر جوروشاي.
ابتداءً من عام 1963، تم القيام بعمليات تنقيب أثرية في الكهف وتم العثور على أكثر من 7 آلاف من الأدوات الحجرية وأكثر من ألفي عظمة من عظام الحيوانات. وتم العثور على فخار من العصور الوسطى والعصر البرونزي والعصور النحاسية بعد إزالة الطبقة الأولى. ووجدت أنماط الثقافة الموستيرية بين الطبقتين الثانية والسادسة.

## مؤلفات
- Azərbaycan Tarixi (7 cilddə). Bakı: Elm, 1998, 1-ci cild
- А. К. Джафаров. Мустьерская культура Азербайджана: по материалам Тагларской пещеры. — «Элм», 1983. — 96 с.